# جهاز حماية وتنمية البحيرات والثروة السمكية (مصر)
جهاز حماية وتنمية البحيرات والثروة السمكية (بالإنجليزية:  Lakes and Fish Resources Protection and Development Agency - LFRPDA)‏ هو هيئة عامة اقتصادية تتبع رئيس مجلس الوزراء أنشئ طبقاً للقانون رقم 146 لسنة 2021.

## التشريعات المنظمة
- صدر القانون رقم 27 لسنة 1913 في شأن صيد الأسماك والملاحة في البحيرات الداخلة والصيد في المياه البحرية وقناة السويس (ألغي لاحقا).[4]
- صدر القانون رقم 26 لسنة 1926 في شأن صيد الأسماك في البحيرات والمياه الداخلية والمياه البحرية المصرية وقناة السويس وبالملاحة في البحيرات الداخلية (ألغي لاحقا).
- أنشئت المؤسسة العامة للثروة المائية وكانت تتبع رئيس الجمهورية طبقا لقرار رئيس الجمهورية رقم 1323 لسنة 1961:[5]
  - نقلت تبعية الهيئة إلى القوات المسلحة طبقا لقرار رئيس الجمهورية رقم 1933 لسنة 1964.[6]
  - نقلت تبعية الهيئة إلى وزارة الزراعة طبقا لقرار رئيس الجمهورية رقم 3577 لسنة 1965.[7]
  - نقلت تبعية الهيئة إلى وزارة التموين طبقا لقرار رئيس الجمهورية رقم 2333 لسنة 1967.[8]
  - نقلت تبعية الهيئة إلى وزارة الزراعة طبقا لقرار رئيس الجمهورية رقم 560 لسنة 1971.[9]
  - تم إلغاء الهيئة ونقلت اختصاصاتها إلى الوزارات المعنية.
- أنشئ جهاز تنمية بحيرة ناصر وكان يتبع وزارة التعمير طبقا لقرار رئيس الجمهورية رقم 336 لسنة 1974:[10]
  - نقلت تبعية الجهاز إلى وزارة الإسكان والتعمير طبقا لقرار رئيس الجمهورية رقم 533 لسنة 1977.[11]
- أنشئت الهيئة العامة لتنمية بحيرة السد العالي وكان تتبع وزارة التعمير والمجتمعات الجديدة طبقا لقرار رئيس الجمهورية رقم 420 لسنة 1978:[12]
  - صدر قرار رئيس مجلس الوزراء رقم 92 لسنة 1983 بتحويل الهيئة إلى هيئة خدمية.[13]
  - نقلت تبعية الهيئة إلى وزارة الزراعة طبقا قرار رئيس الجمهورية رقم 162 لسنة 1996.[14]
  - تم دمج الهيئة بالهيئة العامة لمشروعات التعمير والتنمية الزراعية طبقا للمادة رقم 3 من قرار رئيس الجمهورية رقم 70 لسنة 2007.[15]
- أنشئت الهيئة العامة لتنمية الثروة السمكية وكانت تتبع وزارة الزراعة طبقا لقرار رئيس الجمهورية رقم 190 لسنة 1983:[16]
- صدر القانون رقم 124 لسنة 1983 في شأن صيد الأسماك والأحياء المائية وتنظيم المزارع السمكية (ألغي لاحقا).[17]
- صدر القانون رقم 146 لسنة 2021 بشأن حماية وتنمية البحيرات والثروة السمكية الذي أنشئ بموجبه جهاز تنمية البحيرات والثروة السمكية وألغي بموجبه أيضا القوانين والقرارات التالية:
  - القانون رقم 124 لسنة 1984 بشأن صيد الأسماك والأحياء المائية وتنظيم الثروة السمكية.
  - قرار رئيس الجمهورية رقم 336 لسنة 1974 بشأن إنشاء جهاز تنمية بحيرة ناصر.
  - قرار رئيس الجمهورية رقم 420 لسنة 1978 بشأن إنشاء الهيئة العامة لتنمية بحيرة السد العالي.
  - إلغاء المادة رقم 3 من قرار رئيس الجمهورية رقم 70 لسنة 2007 بدمج الهيئة العامة لتنمية بحيرة السد العالي بالهيئة العامة لمشروعات التعمير والتنمية الزراعية.
  - قرار رئيس الجمهورية رقم 190 لسنة 1983 بشأن إنشاء الهيئة العامة لتنمية الثروة السمكية.[3][18]

## الشركات التي يساهم فيها الجهاز
- الوطنية للثروة السمكية والأحياء المائية.[19]

## الشركات التابعة
- المصرية للصيد ومعداته.[9][20][21][22]

## الأهداف والمهام
يهدف الجهاز إلى حماية وتنمية واستغلال البحيرات وبواغيزها وسياحاتها وشواطئها وحرمها، وحماية وتنمية الثروة السمكية والأحياء المائية بقصد تنمية الاقتصاد القومى، وللجهاز في سبيل تحقيق أهدافه القيام بما يراه لازمًا من أعمال وعلى الأخص ما يلى:
1. وضع السياسة العامة لحماية وتنمية البحيرات وبواغيزها وشواطئها وحرمها من التعدى والتلوث، ووضعها موضع التنفيذ، وتطويرها.
2. استغلال إمكانيات البحيرات وبواغيزها وشواطئها وحرمها ومواردها وتنميتها وإجراء البحوث والدراسات اللازمة لذلك وله أن يستعين في ذلك بالجهات الأخرى المتخصصة سواء كانت وطنية أم أجنبية، وإعداد المشروعات الاقتصادية والاجتماعية اللازمة لحماية وتنمية تلك البحيرات وشواطئها وحرمها في ضوء نتائج تلك البحوث والدراسات وتنفيذ هذه المشروعات أو إسناد تنفيذها للغير ومتابعتها.
3. منح الموافقات على إقامة المشروعات ذات النفع العام التى تقوم بها جهات أخرى في حدود اختصاصها إذا ترتب عليها اقتطاع أجزاء من البحيرات وشواطئها وحرمها بعد أخذ موافقة جهاز شئون البيئة.
4. العمل على حماية وتنمية الثروة السمكية ومصادرها ، والإشراف على تنفيذ قوانين الصيد والقرارات المنفذة لها.
5. وضع الخطط المتعلقة بمشروعات الثروة السمكية والتصنيع السمكى ووضع التصميمات الخاصة بها، وتنفيذ ما تطلبه المحافظات أو الجهات ذات الصلة من هذه المشروعات إما بالذات أو عن طريق جهات أخرى.
6. وضع قواعد وشروط وإجراءات منح التراخيص اللازمة وفقًا لأحكام هذا القانون.
7. إقامة المشروعات التجريبية والنموذجية، ووضع خطط وبرامج التدريب والإرشاد في مجال حماية وتنمية الثروة السمكية.
8. إنشاء شركة مساهمة أو أكثر بمفرده أو بالاشتراك مع الغير بهدف العمل في مجال حماية وتنمية البحيرات والثروة السمكية واستغلالها بما لا يتعارض مع الصيد الحر.
9. تنظيم استغلال مناطق الصيد والمرابى والمزارع السمكية بالبحيرات ومناطق الاستزراع السمكى، والعمل على صيانتها وتنميتها وتطهير فتحاتها ومنافذها، وإزالة التعديات والمخالفات الواقعة عليها أو على شواطئها أو على الأراضى المحيطة بها، والتأكد من الالتزام بالمعايير البيئية لنوعية مياه البحيرات ومناطق الاستزراع السمكى بالتنسيق مع وزارة البيئة على النحو الذى تحدده اللائحة التنفيذية.
10. العمل على تطوير حرفة الصيد باستخدام الأساليب الحديثة، ونشر الوعى والتدريب الفنى بين الصيادين، وإصدار القرارات اللازمة لمنع الحرف والأعمال الضارة بالثروة السمكية.
11. إعداد خرائط المخزونات السمكية بالتنسيق مع الجهات المعنية.
12. التعاون مع الهيئات الدولية والإقليمية في كل ما يتعلق بحماية وتنمية البحيرات والثروة السمكية وفقًا لما تقضى به اتفاقيات التعاون الفنى والاقتصادى المبرمة في هذا الشأن، ومتابعة تنفيذ هذه الاتفاقيات.
13. اقتراح السياسة التسويقية والسعرية للأسماك المحلية والمستوردة بالتنسيق مع الوزارة المختصة بشئون التموين.
14. تقديم الخبرة الفنية، وإبداء المشورة في وضع التصميمات والرسومات وإجراء الدراسات الفنية ودراسات الجدوى الاقتصادية للمشروعات المتصلة بالثروة السمكية لمن يطلبها نظير مقابل خدمة يقرره مجلس إدارة الجهاز.
15. إعداد خطة للطوارئ والتنسيق بين الجهات المعنية لإعداد برامج مواجهة الكوارث في البحيرات ولحماية الثروة السمكية.
16. وضع ضوابط إدارة واستغلال الأراضى المخصصة للجهاز.
17. الإشراف على الجمعيات التعاونية للثروة المائية.
18. إدارة وتشغيل جميع موانئ الصيد وتطويرها وكذا المراسى ونقاط السروح والبواغيز، وإبداء الرأى مسببًا في إنشاء موانئ صيد جديدة ويكون أخذ رأيه واجبًا دون الإخلال بحكم المادتين (١، ٢) من القانون رقم ١ لسنة ١٩٩٦ في شأن الموانى الجافة والتخصصية.
19. إبداء الرأى في مشروعات القوانين ذات الصلة.[3][18]

## رؤساء مجلس الإدارة
- صلاح الدين مصيلحي.[23]

## المديرين التنفيذيين
- الحسين فرحات.[24]

## وصلات خارجية
- الموقع الرسمي للجهاز.
- الصفحة الرسمية للجهاز على موقع فيس بوك.